# Danny de Munk
Danny de Munk (Amsterdam, 19 februari 1970) is een Nederlands zanger en (musical- en film)acteur.

## Levensloop

### Jeugd
Danny de Munk werd geboren in Amsterdam. Hij groeide op in de Amsterdamse Staatsliedenbuurt. De Munk heeft in Amsterdam op de lagere school, de Van Bosseschool gezeten.

### Carrière
De Munk werd op twaalfjarige leeftijd in 1982 uitgekozen om de hoofdrol te gaan spelen in de speelfilm Ciske de Rat. Hij was toen al met zijn ouders verhuisd naar Purmerend. De film draaide vanaf 29 maart 1984 in de bioscopen. De door De Munk gezongen openingssong Ik voel me zo verdomd alleen (geschreven door Karin Loomans en Herman van Veen) werd een nummer 1-hit in Nederland. Aan het eind van 1984 bleek het de bestverkochte single van het jaar te zijn. Hoewel de arbeidsinspectie het aantal optredens van de nog minderjarige De Munk stevig beperkte, bleef hij werken aan zijn carrière. Hij scoorde een hit met het nummer Mijn stad. De volgende single Mijn meissie scoorde iets minder. In 1985 verscheen De Munks eerste langspeelplaat.
In 1986 speelde De Munk, voor het eerst met de baard in de keel, de rol van Barend in Op hoop van zegen. Hierin zong hij ook een nummer (Ratsmodee), dat echter geen grote hit werd. In de jaren die volgden bleef hij platen maken en hitjes scoren. In 1991 zong hij de titelsong van de Nederlandse comedyserie Vrienden voor het leven. 1991 was ook het jaar dat De Munk de rol kreeg van Marius in de musical Les Misérables. Het betekende een grote omslag in zijn carrière. De Munk speelde zijn rol dermate overtuigend, dat deze het begin werd van een nieuwe carrière als musicalacteur. Hij speelde vervolgens twaalf hoofdrollen in diverse Nederlandse producties, onder meer in Blood Brothers, Pump boys and dinettes, Elisabeth, Titanic, The Lion King en Ciske de Rat.
In 1990 speelde De Munk de rol van Oscar in de VARA-televisieserie Laat maar zitten. In 1994 speelde hij de rol van Kees Wittebol in de RTL 4-televisieserie Vrouwenvleugel. Een jaar later bracht hij met weinig succes een Engelstalig album uit.
In 1997 keerde hij terug in de bioscoop in de film All Stars waarin hij de rol van aanvoerder Bram speelde. De Munk speelde eveneens dezelfde rol in de vervolgfilm All Stars 2: Old Stars (2011) en keerde in 2020 terug voor de televisieserie All Stars & Zonen.
In het seizoen 2004/2005 stond De Munk in de Nederlandse theaters met zijn eigen muziekshow Danny de Munk live!.
In 2007 vierde hij zijn 25-jarig jubileum als artiest op 25 juni in een uitverkocht Ahoy Rotterdam. Ook verscheen hij op televisie met een realitysoap onder de titel Danny & Jenny de Munk, uitgezonden door de AVRO op Nederland 1. Daarnaast keerde hij in de musicalversie van Ciske de Rat terug naar zijn eerste rol. Deze musical ging in première op 5 oktober 2007 en liep tot en met 29 november 2009.
In 2008 bracht De Munk voor het eerst in jaren weer een album uit, getiteld Hart en ziel. Op dit album vertolkt De Munk het Nederlandstalige levenslied. Hart en ziel kwam in oktober binnen op de zesde plaats van de Album Top 100. Van het album zijn drie singles uitgebracht: Het levende bewijs, Laat ons niet alleen (een duet met Dave Dekker) en Bloemetje. In 2009 nam De Munk deel aan het programma De beste zangers van Nederland.
Op 3 en 4 april 2009 gaf De Munk twee uitverkochte concerten in de Heineken Music Hall, die volledig in het teken stonden van het levenslied. In 2010 kwam hij met een nieuw levensliedalbum, getiteld Dit is mijn leven. In januari kwam de gelijknamige single uit, die ook de titelsong was voor zijn tweede docusoap Danny & Jenny gaan verhuizen, uitgezonden door de TROS op Nederland 1. Op 9 en 10 april 2010 gaf De Munk weer twee uitverkochte concerten in de Heineken Music Hall.
In 2011 maakte hij samen met Henk Poort de theatershow Jeugdherinneringen, waarin ze door middel van sketches en muziek herinneringen deelden met het publiek. Wegens succes volgde in 2012/2013 Jeugdherinneringen II. In januari 2014 volgde de première van Jeugdherinneringen III. In totaal werden veertig theaterconcerten gegeven van januari t/m mei. Ook presenteerde hij in 2011 bij SBS6 de programma's The Sing-Off en Zand Erover.
In 2012 speelde De Munk de rol van 'Jezus' in het paasspektakel The Passion. In dat jaar bracht hij tevens in het kader van het EK voetbal de single Wij brullen voor Oranje uit. Eveneens in 2012 vierde hij zijn 30-jarig jubileum (1982-2012) in een uitverkochte Heineken Music Hall op 17 november in Amsterdam.
In februari 2013 deed De Munk mee aan het programma Ali B op volle toeren, waar hij het nummer Tuig van de richel van Lil' Kleine vertolkte. De Munk herschreef en bewerkte het nummer samen met producer Eric van Tijn, welke hij daarna ook als single uitbracht; Tuig van de richel. In 2014 nam De Munk deel aan de concerten Holland Zingt Hazes in de Ziggo Dome en bracht hij in het kader van het WK voetbal de single De beuk erin Oranje uit.
In het theaterseizoen 2015 stond De Munk weer in de theaters. Deze keer met zijn muzikale biografietournee. De tournee was tot eind mei 2015 in 40 verschillende theaters te zien. In datzelfde jaar was De Munk gastartiest tijdens de concerten van De Toppers in de Amsterdam ArenA. Tevens nam De Munk ook in 2015 en 2016 weer deel aan de Holland zingt Hazes concerten in de Ziggo Dome.
Op 30 mei 2015 bracht De Munk zijn single Je leeft maar één keer uit. De single kwam tot een nummer 1-positie in de iTunes Top 100. Op 12 mei 2016 verscheen de single Wij met zijn twee, een duet met Django Wagner.
In het theaterseizoen 2016/2017 stond De Munk weer op de planken in de musical Ciske de Rat. De musical heeft ruim 247 voorstellingen gedraaid. Op 24 juli 2017 nam De Munk na 35 jaar definitief afscheid van Ciske de Rat. Na afloop van de laatste voorstelling werd hij gehuldigd door producent en Stage Entertainment-directeur Albert Verlinde.
In december 2017 was Danny de Munk te zien in de voorstelling The Christmas Show in de Amsterdamse Ziggo Dome. Op dezelfde locatie werkte hij in april 2018 weer mee met de concerten van Holland zingt Hazes. Deze waren alle vier uitverkocht. In dezelfde maand verscheen zijn single Toe nou, kom weer thuis, een duet met Silver Metz. In 2018 was De Munk wederom gastartiest bij De Toppers in de Johan Cruijff ArenA.
In begin 2018 was De Munk met zijn gezin te zien in het RTL 4-programma Groeten uit 19xx. Tevens probeerde De Munk in 2018 een nieuwe muziekstroom genaamd “Nederdance” te introduceren. In deze nieuwe stijl wordt Nederlandstalige zang gecombineerd met dancemuziek. Zijn eerste Nederdance track genaamd Toch ff lekker zo werd goed ontvangen en behaalde positie nummer 9 in de iTunes top 100.
In 2020 bracht Danny de Munk samen met StukTV en met Die Ene de single "Dom doen" uit.
Vanaf 2021 was De Munk een van de panelleden in het televisieprogramma I Can See Your Voice. In 2022 was De Munk een secret singer in het televisieprogramma Secret Duets. In datzelfde programma was hij in 2024 te zien als panellid. Tevens was De Munk in april 2022 te zien als gastpanellid en drag in het RTL 4-programma Make Up Your Mind.
In 2021 bracht Danny de Munk samen met Beatsbymiles een remix uit van zijn nummer Mijn stad.
Op 17 mei 2021 ter ere van de vijftigste verjaardag van koningin Máxima vieren kinderen samen met bekende artiesten de kracht van muziek tijdens Koningin Máxima: Een leven vol Muziek. Danny de Munk en Senna Willems zingen samen 'Omarm me'.
In 2021 bracht Danny de Munk de single Wordt tijd dat jij een keer bestelt.
Met zijn zoon Davy was De Munk in 2024 te zien in het tv-programma Code van Coppens: De wraak van de Belgen. In datzelfde jaar deed De Munk mee aan het programma Het perfecte plaatje in Thailand.

## Onderscheiding
In 2008 werd De Munk ridder in de Orde van Oranje-Nassau.

## Privé
De Munks grootouders traden jarenlang op als het Duo de Munk. Zij eindigden in 1955, bij een door platenmaatschappij Bovema georganiseerde wedstrijd om de Beste Stemmen van de Jordaan te vinden, op de derde plaats na Johnny Jordaan en Tante Leen. Zijn overgrootvader Hendrikus Wildbret zat tijdens de Tweede Wereldoorlog in het verzet en overleed in het concentratiekamp Dachau.
De Munk trouwde in 1997 en heeft twee kinderen. Met zijn dochter deed hij in 2019 mee aan het SBS-dansprogramma Dance Dance Dance.

## Discografie

### Albums
| Album                  | Verschijnen     | Label            | Hitlijsten | Hitlijsten | Hitlijsten | Hitlijsten | Opmerkingen                     |
| Album                  | Verschijnen     | Label            | BE (VL)    | BE (VL)    | NL1        | NL1        | Opmerkingen                     |
| Album                  | Verschijnen     | Label            | Piek       | Weken      | Piek       | Weken      | Opmerkingen                     |
| ---------------------- | --------------- | ---------------- | ---------- | ---------- | ---------- | ---------- | ------------------------------- |
| Danny de Munk          | 1985            | RCA Records      | —          | —          | 3          | 18         | Studioalbum                     |
| 'n Jaar later          | 1987            | EMI Music        | —          | —          | 2          | 11         | Studioalbum                     |
| Geen wereld zonder jou | 1988            | EMI Music        | —          | —          | 98         | 1          | Studioalbum                     |
| Danny                  | 1995            | Columbia Records | —          | —          | 82         | 5          | Studioalbum                     |
| Hart en ziel           | 17 oktober 2008 | CMM              | —          | —          | 6          | 24         | Studioalbum / Goud in Nederland |
| Dit is mijn leven      | 5 maart 2010    | CMM              | —          | —          | 11         | 11         | Studioalbum                     |

### Nummers met notering(en) in een hitlijst
| Lied                                   | Verschijnen      | Album                       | Hitlijsten | Hitlijsten | Hitlijsten  | Hitlijsten  | Hitlijsten    | Hitlijsten    | Opmerkingen                                                 |
| Lied                                   | Verschijnen      | Album                       | BE (VL)    | BE (VL)    | NL (Top 40) | NL (Top 40) | NL (Top 100)1 | NL (Top 100)1 | Opmerkingen                                                 |
| Lied                                   | Verschijnen      | Album                       | Piek       | Weken      | Piek        | Weken       | Piek          | Weken         | Opmerkingen                                                 |
| -------------------------------------- | ---------------- | --------------------------- | ---------- | ---------- | ----------- | ----------- | ------------- | ------------- | ----------------------------------------------------------- |
| Ik voel me zo verdomd alleen           | 1984             | Ciske de Rat, Danny de Munk | 7          | 12         | 1 (2 wkn)   | 14          | 1 (4 wkn)     | 19            | Alarmschijf / Platina in Nederland / Titelsong Ciske de Rat |
| Mijn stad                              | 1984             | Danny de Munk               | 17         | 9          | 2           | 10          | 2             | 12            | Alarmschijf / Goud in Nederland                             |
| Mijn meissie                           | 1985             | Danny de Munk               | —          | —          | 9           | 8           | 5             | 10            |                                                             |
| Mengelmoes                             | 1985             | Danny de Munk               | —          | —          | 31          | 4           | 18            | 8             |                                                             |
| Met Kerstmis hoor je blij te zijn      | 1985             | Danny de Munk               | 32         | 2          | tip6        | —           | 28            | 3             |                                                             |
| Ratsmodee                              | 1986             | Op hoop van zegen           | —          | —          | 35          | 3           | 33            | 7             | Titelsong Op hoop van zegen                                 |
| Amsterdam laat je niet kisten          | 1987             | 'n Jaar later               | —          | —          | tip5        | —           | 47            | 7             |                                                             |
| Als jij maar bij me bent               | 1987             | 'n Jaar later               | —          | —          | tip19       | —           | 84            | 4             |                                                             |
| Twee lege handen                       | 1988             | Geen wereld zonder jou      | —          | —          | tip22       | —           | 77            | 3             |                                                             |
| Vrienden voor het leven                | 1991             | Vrienden voor het leven     | —          | —          | 18          | 7           | 14            | 13            |                                                             |
| Onbeschrijfelijk mooi                  | 1992             | —                           | —          | —          | —           | —           | 60            | 7             |                                                             |
| Save a Little Love                     | 1995             | Danny                       | —          | —          | tip19       | —           | —             | —             |                                                             |
| Het levende bewijs                     | oktober 2008     | Hart en ziel                | —          | —          | tip3        | —           | 9             | 7             |                                                             |
| Laat ons niet alleen (met Dave Dekker) | 17 oktober 2008  | Hart en ziel                | —          | —          | —           | —           | 10            | 6             |                                                             |
| Bloemetje                              | 17 oktober 2008  | Hart en ziel                | —          | —          | —           | —           | 37            | 5             |                                                             |
| Dit is mijn leven                      | 15 januari 2010  | Dit is mijn leven           | —          | —          | —           | —           | 20            | 7             |                                                             |
| Kontje                                 | 9 april 2010     | Dit is mijn leven           | —          | —          | tip17       | —           | 4             | 3             |                                                             |
| We brullen voor oranje (met DJ Galaga) | 24 mei 2012      | —                           | —          | —          | tip5        | —           | 47            | 7             |                                                             |
| Zo verdomd alleen (met Lil' Kleine)    | 6 februari 2013  | —                           | —          | —          | —           | —           | 73            | 1             |                                                             |
| Tuig van de richel                     | 8 februari 2013  | —                           | —          | —          | 23          | 3           | 7             | 5             |                                                             |
| De beuk erin oranje (met Tony Star)    | 29 mei 2014      | —                           | —          | —          | —           | —           | 13            | 5             |                                                             |
| Ze wacht nog steeds op mij             | 5 november 2014  | —                           | —          | —          | —           | —           | 43            | 3             |                                                             |
| Je leeft maar één keer                 | 15 mei 2015      | Hart en ziel                | —          | —          | tip19       | —           | 84            | 1             |                                                             |
| Bij elke slok                          | 14 februari 2020 | —                           | tip        | —          | —           | —           | —             | —             |                                                             |

### NPO Radio 2 Top 2000
| Nummer met noteringen in de NPO Radio 2 Top 2000 | '99 | '00 | '01 | '02  | '03  | '04 | '05  | '06  | '07  | '08  | '09  | '10  | '11  |
| ------------------------------------------------ | --- | --- | --- | ---- | ---- | --- | ---- | ---- | ---- | ---- | ---- | ---- | ---- |
| Ik voel me zo verdomd alleen                     | 524 | 752 | 999 | 1372 | 1512 | 970 | 1553 | 1847 | 1025 | 1311 | 1251 | 1840 | 1920 |

1. ↑  Een vetgedrukt getal geeft de hoogste notering aan.
2. ↑  Deze tabel is bijgewerkt tot en met de meest recente editie (2024).

### Dvd's
| Dvd's met hitnoteringen in de Nederlandse Music Top 30           | Datum van verschijnen | Datum van binnenkomst | Hoogste positie | Aantal weken | Opmerkingen |
| ---------------------------------------------------------------- | --------------------- | --------------------- | --------------- | ------------ | ----------- |
| Live in Ahoy: 25-Jarig Jubileum Concert                          | 2007                  | 03-11-2007            | 1               | 17           |             |
| Het levenslied met hart en ziel - Live in de Heineken Music Hall | 2009                  | 05-09-2009            | 2               | 28           |             |
| Dit is mijn leven - Live in de Heineken Music Hall               | 2010                  | 25-12-2010            | 11              | 8            |             |

## Filmografie

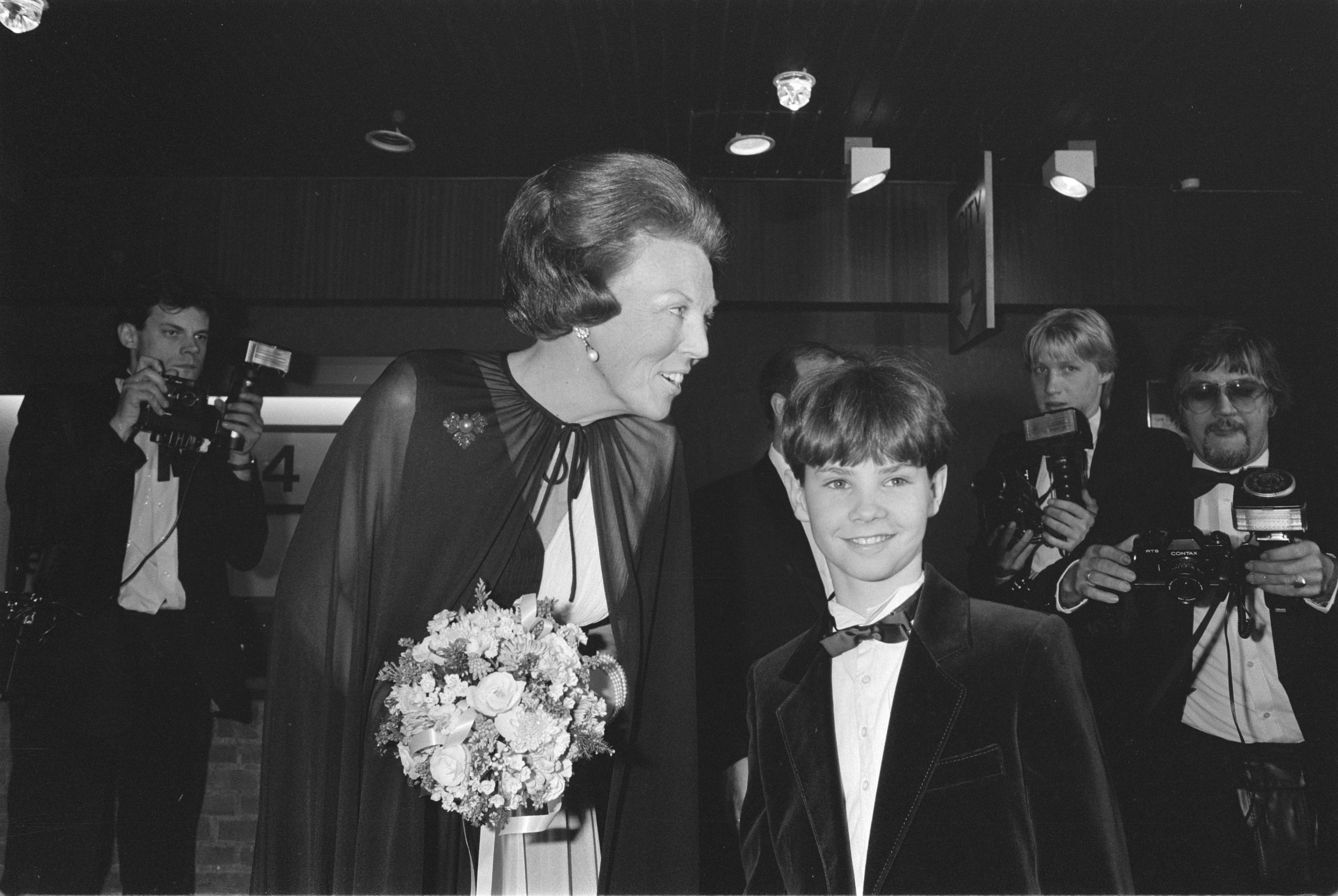
Danny de Munk met Koningin Beatrix tijdens de première van Ciske de Rat in 1984

| Film | Film                   | Film            | Film        |
| Jaar | Productie              | Rol             | Opmerkingen |
| ---- | ---------------------- | --------------- | ----------- |
| 1984 | Ciske de Rat           | Ciske Vrijmoeth | Hoofdrol    |
| 1986 | Op hoop van zegen      | Barend          | Hoofdrol    |
| 1988 | De Vuurdoop            | Martin          | Bijrol      |
| 1997 | All Stars              | Bram            | Hoofdrol    |
| 2011 | All Stars 2: Old Stars | Bram            | Hoofdrol    |

| Televisie | Televisie                                | Televisie                               | Televisie                   |
| Jaar      | Productie                                | Rol                                     | Opmerkingen                 |
| --------- | ---------------------------------------- | --------------------------------------- | --------------------------- |
| 1985      | Danny Dubbel                             | dubbelrol: Danny de Munk / Ciske de Rat | muziekspecial               |
| 1990      | Laat maar zitten                         | Oscar                                   | Bijrol                      |
| 1993-1994 | Vrouwenvleugel                           | Kees Wittebol                           | Bijrol                      |
| 2007      | Danny & Jenny de Munk                    | zichzelf                                | Documentaire (NPO)          |
| 2009      | De Beste Zangers van Nederland           | Deelnemer                               | NPO 1                       |
| 2012      | The Passion                              | Jezus                                   | Hoofdrol                    |
| 2012      | Danny & Jenny gaan verhuizen             | zichzelf                                | Documentaire (NPO)          |
| 2013      | Bloed, zweet en tranen                   | Jurylid                                 | SBS6                        |
| 2014      | Typisch Carlo & Irene                    | Deelnemer                               | RTL 4                       |
| 2016      | De TV Kantine                            | Oom Henri                               | Persiflage - Eén aflevering |
| 2019      | Dance Dance Dance                        | zichzelf                                | Deelname televisieprogramma |
| 2020      | All Stars & Zonen                        | Bram van Megen                          | Hoofdrol                    |
| 2020      | Thank You For The Music                  | Teamleider                              | SBS6                        |
| 2021-2023 | I Can See Your Voice                     | Vast panellid                           | RTL 4                       |
| 2021      | Tour de Frans                            | Zang Programma / Solist                 | RTL 4                       |
| 2022      | Make Up Your Mind                        | Beaulicious (drag queen)                | RTL 4                       |
| 2022      | De Hollandse Nieuwe                      | Jurylid                                 | SBS6                        |
| 2023      | Oh, wat een jaar!                        | Deelnemer                               | RTL 4                       |
| 2023      | Top 4000 Muziekquiz                      | Deelnemer                               | SBS6                        |
| 2024      | Code van Coppens: De wraak van de Belgen | Deelnemer                               | SBS6                        |
| 2024      | Het perfecte plaatje in Thailand         | Deelnemer                               | RTL 4                       |
| 2024      | DNA Singers                              | Gastpanellid                            | RTL 4                       |
| 2024      | The Masked Singer                        | De Vampier                              | RTL 4                       |
| 2025      | Het Holland Huis                         | Gastartiest                             | SBS6                        |
| 2025      | Marble Mania                             | Deelnemer                               | SBS6                        |
| 2025      | Stars on Stage                           | Gastartiest                             | RTL 4                       |

## Theater

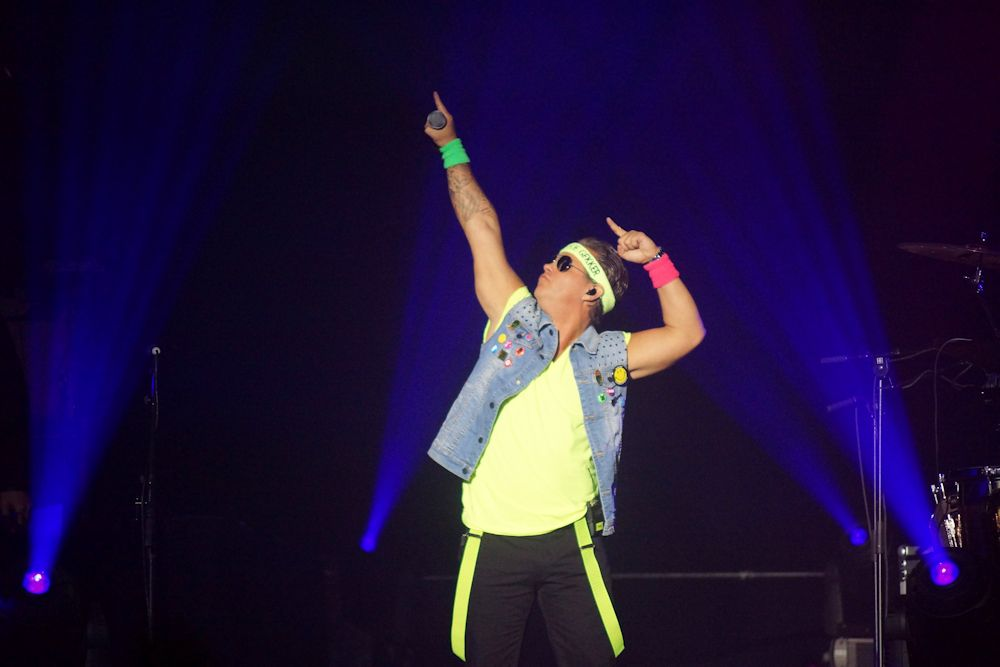
Hoe ouder hoe gekker, 30-jarig jubileumconcert

| Jaar      | Productie                                  | Rol                                                                          |
| --------- | ------------------------------------------ | ---------------------------------------------------------------------------- |
| 1991-1992 | Les Misérables                             | Marius Pontmercy                                                             |
| 1992-1994 | Cyrano de Musical                          | Christian                                                                    |
| 1995-1996 | Pump boys and dinettes                     | Jim                                                                          |
| 1997-1998 | De Jantjes                                 | Schele Manus                                                                 |
| 1998-1999 | Bloedbroeders                              | Mickey                                                                       |
| 2001-2002 | Musicals in Concert                        | solist naast Simone Kleinsma, Henk Poort, Claudia de Graaf/Esther Pierweijer |
| 2000      | Tsjechov                                   | Maxim Gorki                                                                  |
| 2001      | Elisabeth                                  | Luigi Lucheni                                                                |
| 2001-2002 | Titanic                                    | Frederick Barrett                                                            |
| 2002      | Musicals in Ahoy' - All Star Musical Gala  | solist                                                                       |
| 2002-2003 | Copacabana                                 | Stephen/ Tony Forte                                                          |
| 2004      | Musicals in Concert II                     | solist                                                                       |
| 2004-2005 | Danny de Munk Live!                        | solist                                                                       |
| 2005-2006 | The Lion King                              | Timon                                                                        |
| 2005      | Musicals in Ahoy' II - Musical meets Movie | solist                                                                       |
| 2006      | Musicals in Ahoy' III                      | solist                                                                       |
| 2006-2007 | The Wiz                                    | De Wiz                                                                       |
| 2007-2009 | Ciske de Rat                               | Cis de Man                                                                   |
| 2011-2012 | Jeugdherinneringen 1                       | solist met Henk Poort                                                        |
| 2012-2013 | Jeugdherinneringen 2                       | solist met Henk Poort                                                        |
| 2014      | Jeugdherinneringen 3                       | solist met Henk Poort                                                        |
| 2015      | De Munk muzikale biografie theatertournee  | solist                                                                       |
| 2016-2017 | Ciske de Rat                               | Cis de man                                                                   |
| 2017      | The Christmas Show: A Christmas Carol      | Neef Fred                                                                    |

## Concerten

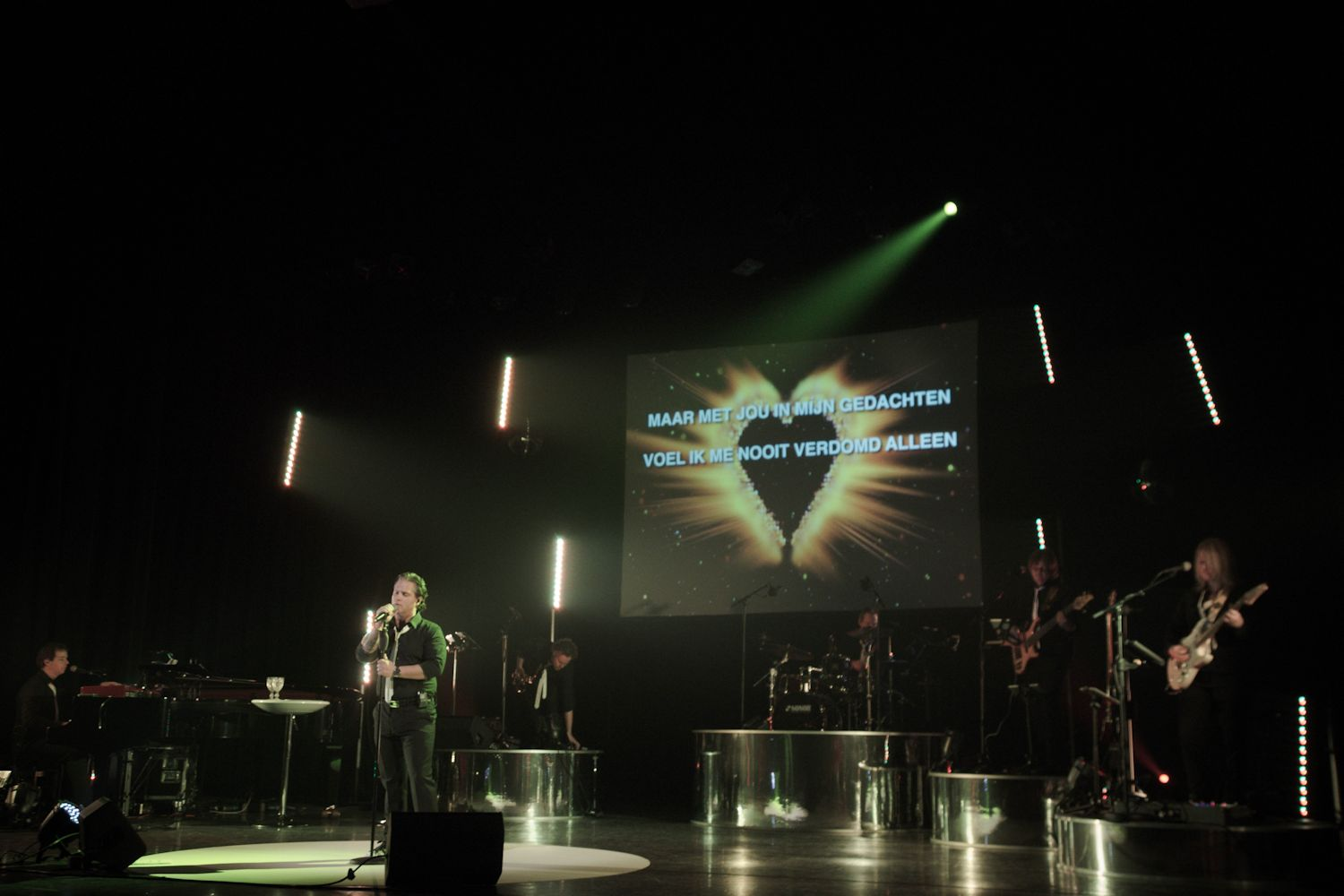
de Munk muzikale biografie theatertournee

| Datum                         | Productie                                                                                        |
| ----------------------------- | ------------------------------------------------------------------------------------------------ |
| 8 september 1999              | Danny de Munk in het Concertgebouw                                                               |
| 25 juni 2007                  | Danny de Munk Live 25-jarig jubileum in Ahoy                                                     |
| 3 en 4 april 2009             | Danny de Munk Live in Heineken Music Hall                                                        |
| 9 en 10 april 2010            | Danny de Munk Live in Heineken Music Hall                                                        |
| 17 november 2012              | Dertigjarigjubileumconcert in de Heineken Music Hall                                             |
| 29 mei 2013                   | Jeugdherinneringen het Concert in Paradiso                                                       |
| 28, 29 en 30 maart 2014       | Holland zingt Hazes live in Ziggo Dome (gastoptreden)                                            |
| 26, 27 en 28 maart 2015       | Holland zingt Hazes live in Ziggo Dome (gastoptreden)                                            |
| 23, 24, 29, 30 en 31 mei 2015 | Toppers in Concert: Crazy Summer Edition in de Amsterdam ArenA (gastoptreden)                    |
| 17, 18 en 19 maart 2016       | Holland zingt Hazes live in Ziggo Dome (gastoptreden)                                            |
| 14, 15, 20 en 21 april 2018   | Holland zingt Hazes live in Ziggo Dome (gastoptreden)                                            |
| 25, 26 en 27 mei 2018         | Toppers in Concert - Pretty in Pink, The Circus Edition in de Johan Cruijff ArenA (gastoptreden) |
| 21 december 2018              | Holland Zingt Kerst in Ahoy Rotterdam (gastoptreden)                                             |
| 31 december 2018              | Muziekfeest van het Jaar Avro/Tros in Ziggo Dome (gastoptreden)                                  |
| 16, 22 en 23 maart 2019       | Holland zingt Hazes in Ziggo Dome (gastoptreden)                                                 |
| 20 april 2019                 | The Passion in Concert in Ahoy Rotterdam (in de rol van Jezus)                                   |